# Onthophagus nudatus
Onthophagus nudatus é uma espécie de besouro encontrado mundialmente e popularmente conhecido no Brasil de besouro do esterco. As larvas alimentam-se de esterco, algumas espécies alimentam-se de fungos, fruta podre ou caroços. Os machos de muitas espécies têm ornamentos na cabeça.inseto do género Onthophagus, família Scarabaeidae, ordem Coleoptera.
Foi descrita cientificamente por D'Orbigny em 1913.